# Arnold Heise
Carl Arnold Leopold Heise, född den 28 december 1837 i Birkerød, död den 7 februari 1915 i Köpenhamn, var en dansk historiker, son till Carl Johan Heise, kusin till Peter Heise.
Heise blev 1862 filologie kandidat och 1877 filosofie doktor. Han blev 1863 adjunkt vid Herlufsholms skola och 1868 i Viborg samt var 1882–92 överlärare i Roskilde och 1892–1908 rektor i Viborg.
Heise författade avhandlingarna Herredagen i Kjøbenhavn 1533 (i "Historisk Tidsskrift", IV række, bind 3), och Kristian II i Norge (1877), Familien Rosenkrantz' Historie i 16. Åarhundrede (1882–91) och avdelning 1481–1536 (1905) i "Danmarks Riges Historie". Han utgav "Diplomatarium Vibergense" (1879) och översatte Povl Helgesens "Skibykrønike" (1890–91).

## Utmärkelser
- Riddare av Dannebrogorden,  1894[2]
- Dannebrogsmännens hederstecken,  1908[2]

[Redigera Wikidata]